# الحمامات العربية في تينيرياس
الحمامات العربية في تينيرياس (بالإسبانية: Baños de Tenerías) هي حمامات عامة كانت في مدينة طليطلة بمنطقة قشتالة والمنشف في إسبانيا، يرجع تاريخ البناء إلى بداية القرن الحادي عشر، عندما كانت طليطلة تحت الحكم الإسلامي، وكانت تشكل أحد الحمامات العربية الستة في المدينة.

## التاريخ

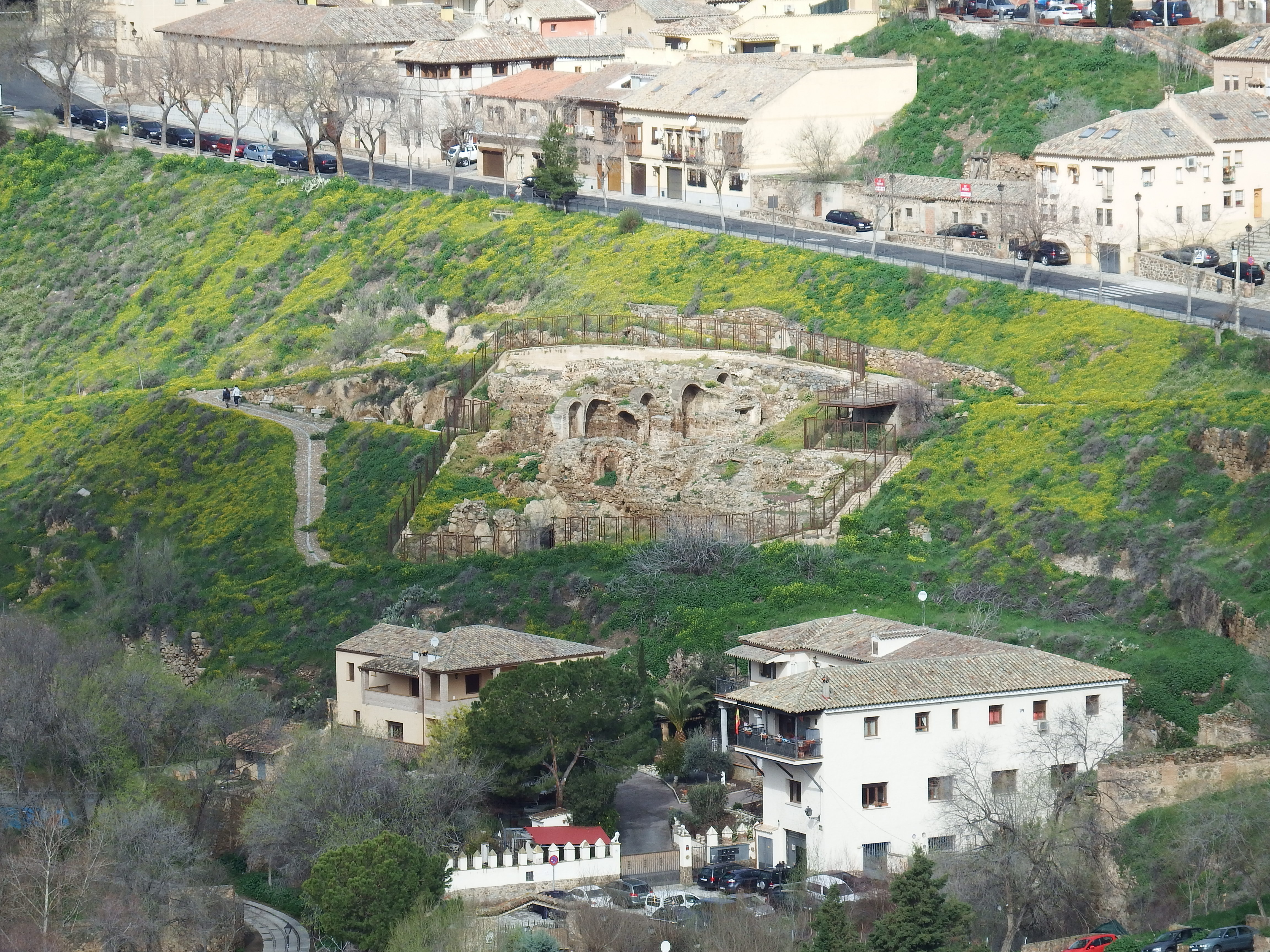
الحمامات العربية في تينيرياس

يشير الاسم الإسباني تينيرياس إلى أن الحمامات تقع في منطقة صناعة الجلود والدباغة في المدينة. كانت الحمامات توفر إمكانية الاغتسال قبل الصلاة في مسجد الدباغين الأندلسي القريب الذي أصبح فيما بعد كنيسة سان سيباستيان.
يتكون المبنى من غرفة المعيشة ومرحاض عام، والغرفة الباردة والغرفة الدافئة والغرفة الساخنة والصهريج وقناة.